# Román teke-csapatbajnokság
A román teke-csapatbajnokság (románul: Campionatul National de popice pe echipe) a Román Tekeszövetség által szervezett teke-versenysorozat, mely 1931 óta évente kerül megrendezésre. A nők részére csak 1952-től írják ki a bajnokságot.
A bajnokságot tornarendszerben rendezik. Jelenlegi címvédő a férfiaknál a CFR Cluj, a nőknél az Electromureș Târgu Mureș.

## Az eddigi bajnokságok

### Férfiak
| Év   | Első                       | Második                    | Harmadik                            |
| ---- | -------------------------- | -------------------------- | ----------------------------------- |
| 1931 | Miniera Aghireș            |                            |                                     |
| 1932 | Matador Cluj               | Avram Iancu Cluj           | Stăruința Târgu Mureș               |
| 1933 | Globus Huedin              | Stăruința Târgu Mureș      | KTE Brașov                          |
| 1934 | —                          |                            |                                     |
| 1935 | Speranța Cluj              | Acordul Târgu Mureș        | Siculia Sf. Gheorghe                |
| 1936 | —                          |                            |                                     |
| 1937 | Uzinele Electrice Cluj     | SG Sighișoara              | Siculia Sf. Gheorghe                |
| 1938 | —                          |                            |                                     |
| 1939 | TTT Turda                  | Uranus Turda               | Echo Cluj                           |
| 1940 | —                          |                            |                                     |
| 1941 | —                          |                            |                                     |
| 1942 | —                          |                            |                                     |
| 1943 | —                          |                            |                                     |
| 1944 | —                          |                            |                                     |
| 1945 | —                          |                            |                                     |
| 1946 | —                          |                            |                                     |
| 1947 | Indumin Târgu Mureș        | Juventus Cluj              | Jiul Petroșani                      |
| 1948 | IC Oradea                  | Jiul Petroșani             | Alfa Arad                           |
| 1949 | Progresul Oradea           | Mesariașul Târgu Mureș     | Locomotiva București                |
| 1950 | Progresul Oradea           | Spartac Târgu Mureș        | Locomotiva Deva                     |
| 1951 | Progresul Oradea           | Metalul Sibiu              | Locomotiva București                |
| 1952 | Progresul Roman            | Locomotiva Timișoara       | Flacăra Mediaș                      |
| 1953 | Șantierul București        | Flacăra Ploiești           | Flamura roșie Oradea                |
| 1954 | Flacăra Ploiești           | Progresul Roman            | Voința Arad                         |
| 1955 | Flacăra Ploiești           | Progresul Oradea           | Voința Craiova Locomotiva Timișoara |
| 1956 | Flacăra Ploiești           | Voința Craiova             | Flamura roșie Roman                 |
| 1957 | Voința Craiova             | Voința Cluj                | Energia Sibiu                       |
| 1958 | CS Oradea                  | Petrolul Ploiești          | Voința Alba Iulia                   |
| 1959 | CFR Timișoara              | IOR București              | Unirea Roman                        |
| 1960 | Olimpia Reșița             | Voința Cluj                | Industria Locală Baia Mare          |
| 1961 | Voința Tîrgu Mureș         | IOR București              | Voința Arad                         |
| 1962 | Olimpia Reșița             | Petrolul Ploiești          | Electrica Sibiu                     |
| 1963 | Petrolul Ploiești          | Voința Tîrgu Mureș         | Olimpia Reșița                      |
| 1964 | Voința Tîrgu Mureș         | Olimpia Reșița             | Constructorul București             |
| 1965 | Olimpia Reșița             | Rafinăria Teleajen         | Flacăra Cîmpina                     |
| 1966 | Olimpia Reșița             | Petrolul Ploiești          | Flacăra Cîmpina                     |
| 1967 | Olimpia Reșița             | Flacăra Cîmpina            | Petrolul Ploiești                   |
| 1968 | Olimpia Reșița             | Rapid București            | Gaz Metan Mediaș                    |
| 1969 | Petrolul Ploiești          | Flacăra Cîmpina            | Olimpia Reșița                      |
| 1970 | Petrolul Ploiești          | Olimpia Reșița             | Rapid București                     |
| 1971 | Voința Tîrgu Mureș         | Petrolul Ploiești          | Rapid București                     |
| 1972 | Petrolul Ploiești          | Constructorul Galați       | Voința Tîrgu Mureș                  |
| 1973 | Constructorul Galați       | Voința Cluj                | Rapid București                     |
| 1974 | Constructorul Galați       | Gloria București           | Voința Cluj                         |
| 1975 | Constructorul Galați       | Voința Cluj                | Voința București                    |
| 1976 | Constructorul Galați       | Electromureș Tîrgu Mureș   | Voința Cluj                         |
| 1977 | Aurul Baia Mare            | Voința Cluj                | Electromureș Tîrgu Mureș            |
| 1978 | Aurul Baia Mare            | Olimpia București          | Constructorul Galați                |
| 1979 | Aurul Baia Mare            | Electromureș Tîrgu Mureș   | Gloria București                    |
| 1980 | Gloria București           | Aurul Baia Mare            | Electromureș Tîrgu Mureș            |
| 1981 | Aurul Baia Mare            | Electromureș Tîrgu Mureș   | Rulmentul Brașov                    |
| 1982 | Electromureș Tîrgu Mureș   | Rulmentul Brașov           | Aurul Baia Mare                     |
| 1983 | Aurul Baia Mare            | Electromureș Tîrgu Mureș   | Chimpex Constanța                   |
| 1984 | Aurul Baia Mare            | Electromureș Tîrgu Mureș   | Gloria București                    |
| 1985 | Gloria București           | Electromureș Tîrgu Mureș   | UNIO Satu Mare                      |
| 1986 | Aurul Baia Mare            | Electromureș Tîrgu Mureș   | Gloria București                    |
| 1987 | Aurul Baia Mare            | Electromureș Tîrgu Mureș   | Gloria București                    |
| 1988 | Aurul Baia Mare            | Gloria București           | Electromureș Tîrgu Mureș            |
| 1989 | Aurul Baia Mare            | Electromureș Tîrgu Mureș   | Gloria București                    |
| 1990 | Aurul Baia Mare            | Electromureș Tîrgu Mureș   |                                     |
| 1991 | Aurul Baia Mare            | Gloria București           |                                     |
| 1992 | Minerul Vulcan             | Aurul Baia Mare            | Gloria București                    |
| 1993 | Minerul Vulcan             | Aurul Baia Mare            | Jiul Petrila                        |
| 1994 | Minerul Vulcan             | Aurul Baia Mare            | Gloria București                    |
| 1995 | Minerul Vulcan             | Aurul Baia Mare            | CFR Cluj                            |
| 1996 | Minerul Vulcan             | Cimentul Fieni             | CFR Cluj                            |
| 1997 | Minerul Vulcan             | Cimentul Fieni             | Siderurgica Hunedoara               |
| 1998 | Cimentul Fieni             | Rulmentul Brașov           | Constructorul Galați                |
| 1999 | Cimentul Fieni             | Siderurgica Hunedoara      | Rulmentul Brașov                    |
| 2000 | Inter Petrila              | Cimentul Fieni             | Petrolul Teleajen                   |
| 2001 | Siderurgica Hunedoara      | CFR Câmpia Turzii          | Rulmentul Brașov                    |
| 2002 | CFR Câmpia Turzii          | Cimentul Fieni             | Siderurgica Hunedoara               |
| 2003 | Siderurgica Hunedoara      | CFR Cluj                   | CS ICMRS Galați                     |
| 2004 | Inter Petrila              | CFR Cluj                   | Cimentul Fieni                      |
| 2005 | CFR Câmpia Turzii          | CS ICMRS Galați            | Inter Petrila                       |
| 2006 | CFR Cluj&CS Câmpia Turzii  | CS ICMRS Galați            | Inter Petrila                       |
| 2007 | CFR Olimpia Iași           | Inter Petrila              | CFR Cluj                            |
| 2008 | CFR Cluj                   | CFR Olimpia Iași           | Inter Petrila                       |
| 2009 | CFR Olimpia Iași           | Inter Petrila              | CFR Cluj                            |
| 2010 | Inter Petrila              | CFR Olimpia Iași           | CFR Cluj                            |
| 2011 | CFR Olimpia Iași           | CFR Cluj                   | Inter Petrila                       |
| 2012 | CFR Cluj                   | CFR Olimpia Iași           | Siderurgica Hunedoara               |
| 2013 | CFR Olimpia Iași           | CFR Cluj&CSM Câmpia Turzii | Siderurgica Hunedoara               |
| 2014 | CFR Cluj&CSM Câmpia Turzii | CFR Olimpia Iași           | Inter Petrila                       |
| 2015 | CFR Olimpia Iași           | CFR Cluj                   | Electromureș Târgu Mureș            |
| 2016 | CFR Cluj                   | CFR Olimpia Iași           | Inter Petrila                       |
| 2017 | CFR Cluj                   | CFR Olimpia Iași           | Electromureș Târgu Mureș            |
| 2018 | CFR Olimpia Iași           | CFR Cluj                   | Inter Petrila                       |
| 2019 | CFR Cluj                   | CFR Olimpia Iași           | Inter Petrila                       |
| 2020 | —                          |                            |                                     |
| 2021 | —                          |                            |                                     |
| 2022 | CFR Cluj                   | CFR Olimpia Iași           | CS Oraș Tălmaciu                    |
| 2023 | CFR Cluj                   | CS Oraș Tălmaciu           | CFR Olimpia Iași                    |
| 2024 | CFR Cluj                   | CS Oraș Tălmaciu           | CFR Olimpia Iași                    |

### Nők
| Év   | Első                      | Második                   | Harmadik                                  |
| ---- | ------------------------- | ------------------------- | ----------------------------------------- |
| 1952 | Flamura roșie Arad        | Știința Târgu Mureș       | Locomotiva București                      |
| 1953 | Știința Târgu Mureș       | Flamura roșie Arad        | Locomotiva București                      |
| 1954 | Flamura roșie Arad        | Flamura roșie Tîrgu Mureș | Locomotiva București                      |
| 1955 | Flamura roșie Tîrgu Mureș | Metalul Orașul Stalin     | Locomotiva București Avîntul Piatra Neamț |
| 1956 | Locomotiva București      | Voința Timișoara          | Flamura roșie Tîrgu Mureș                 |
| 1957 | Voința Timișoara          | Voința Sibiu              | Voința Cluj                               |
| 1958 | Recolta București         | Voința Timișoara          | Voința Sibiu                              |
| 1959 | Recolta București         | Rapid București           | Voința Timișoara                          |
| 1960 | Voința Timișoara          | Rapid București           | Constructorul București                   |
| 1961 | Rapid București           | Voința Sibiu              | Voința Tîrgu Mureș                        |
| 1962 | Voința Constanța          | Voința Tîrgu Mureș        | Unirea București                          |
| 1963 | Rapid București           | CSM Reșița                | Voința Cluj                               |
| 1964 | Voința Tîrgu Mureș        | Rapid București           | UT Arad                                   |
| 1965 | Laromet București         | Rapid București           | Voința Cluj                               |
| 1966 | Rapid București           | Voința Tîrgu Mureș        | Hidromecanica Brașov                      |
| 1967 | Rapid București           | Petrolul Ploiești         | CSM Reșița                                |
| 1968 | Petrolul Ploiești         | Laromet București         | CSM Reșița                                |
| 1969 | Laromet București         | Voința București          | Hidromecanica Brașov                      |
| 1970 | Voința București          | Voința Tîrgu Mureș        | CSM Reșița                                |
| 1971 | Voința Tîrgu Mureș        | Voința Cluj               | CSM Reșița                                |
| 1972 | Voința București          | Voința Tîrgu Mureș        | Rapid București                           |
| 1973 | Rapid București           | Voința București          | Voința Tîrgu Mureș                        |
| 1974 | Rapid București           | Voința Tîrgu Mureș        | Gloria București                          |
| 1975 | Voința Tîrgu Mureș        | Rapid București           | Gloria București                          |
| 1976 | Voința Tîrgu Mureș        | Gloria București          | CSM Reșița                                |
| 1977 | Laromet București         | Voința București          | Gloria București                          |
| 1978 | Laromet București         | Voința Tîrgu Mureș        | Voința București                          |
| 1979 | Voința Tîrgu Mureș        | Rapid București           | Hidromecanica Brașov                      |
| 1980 | Voința Tîrgu Mureș        | Voința București          | Electromureș Tîrgu Mureș                  |
| 1981 | Voința Galați             | Electromureș Tîrgu Mureș  | Laromet București                         |
| 1982 | Voința Tîrgu Mureș        | Voința București          | Voința Oradea                             |
| 1983 | Voința Tîrgu Mureș        | Electromureș Tîrgu Mureș  | Petrolul Băicoi                           |
| 1984 | Voința București          | Electromureș Tîrgu Mureș  | Voința Tîrgu Mureș                        |
| 1985 | Electromureș Tîrgu Mureș  | Voința Oradea             | Laromet București                         |
| 1986 | Electromureș Tîrgu Mureș  | Gloria București          | Hidromecanica Brașov                      |
| 1987 | Electromureș Tîrgu Mureș  | Voința București          | Rapid București                           |
| 1988 | Electromureș Tîrgu Mureș  | Voința Ploiești           | Voința București                          |
| 1989 | Electromureș Tîrgu Mureș  | Voința București          | Voința Tîrgu Mureș                        |
| 1990 | Electromureș Tîrgu Mureș  | Voința Ploiești           |                                           |
| 1991 | Electromureș Tîrgu Mureș  | Voința București          |                                           |
| 1992 | Voința Galați             | Voința Ploiești           |                                           |
| 1993 | Electromureș Târgu Mureș  | Voința București          | Rapid București                           |
| 1994 | Electromureș Târgu Mureș  | Rapid București           | Voința Galați                             |
| 1995 | Electromureș Târgu Mureș  | Voința București          | Metrom Brașov                             |
| 1996 | Voința București          | Metrom Brașov             | Voința Galați                             |
| 1997 | Electromureș Târgu Mureș  | Olimpia-Voința București  | Voința Galați                             |
| 1998 | Electromureș Târgu Mureș  | Olimpia-Voința București  | Voința Odorheiu Secuiesc                  |
| 1999 | Electromureș Târgu Mureș  | Olimpia-Voința București  | Voința-Constructorul Galați               |
| 2000 | Olimpia-Voința București  | Rapid București           | Electromureș Târgu Mureș                  |
| 2001 | Electromureș Târgu Mureș  | Voința București          | Metrom Brașov                             |
| 2002 | Electromureș Târgu Mureș  | Voința București          | Metrom Brașov                             |
| 2003 | Electromureș Târgu Mureș  | Rapid București           | Metrom Brașov                             |
| 2004 | Electromureș Târgu Mureș  | Petrolul Ploiești         | Petrolul Băicoi                           |
| 2005 | Electromureș Târgu Mureș  | CS ICMRS Galați           | Petrolul Ploiești                         |
| 2006 | Electromureș Târgu Mureș  | Rapid Voința București    | Petrolul Ploiești                         |
| 2007 | Electromureș Târgu Mureș  | Petrolul Ploiești         | Rapid Voința București                    |
| 2008 | Electromureș Târgu Mureș  | Rapid Voința București    | Petrolul Ploiești                         |
| 2009 | Electromureș Târgu Mureș  | Rapid Voința București    | Petrolul Ploiești                         |
| 2010 | Electromureș Târgu Mureș  | Petrolul Ploiești         | Rapid București                           |
| 2011 | Electromureș Târgu Mureș  | Petrolul Ploiești         | Gaz Metan Mediaș                          |
| 2012 | Electromureș Târgu Mureș  | Petrolul Ploiești         | Gaz Metan Mediaș                          |
| 2013 | Petrolul Ploiești         | Electromureș Târgu Mureș  | Rapid București                           |
| 2014 | Petrolul Ploiești         | Electromureș Târgu Mureș  | ASC Corona 2010 Brașov                    |
| 2015 | Electromureș Târgu Mureș  | Petrolul Ploiești         | Rapid București                           |
| 2016 | Electromureș Târgu Mureș  | Petrolul Ploiești         | Rapid București                           |
| 2017 | Petrolul Ploiești         | Electromureș Târgu Mureș  | Rapid București                           |
| 2018 | Electromureș Târgu Mureș  | Petrolul Ploiești         | Rapid București                           |
| 2019 | Electromureș Târgu Mureș  | Petrolul Ploiești         | Rapid București                           |
| 2020 | —                         |                           |                                           |
| 2021 | —                         |                           |                                           |
| 2022 | Rapid București           | Electromureș Târgu Mureș  | Petrolul Ploiești                         |
| 2023 | Electromureș Târgu Mureș  | Petrolul Ploiești         | Rapid București                           |
| 2024 | Electromureș Târgu Mureș  | Petrolul Ploiești         | Rapid București                           |